# Asambleas Espirituales Locales
Las Asambleas Espirituales locales son los órganos de gobierno a nivel local de la Fe bahá'í.
Están formados por 9 bahá'ís, quienes son elegidos democráticamente por todos los bahá'ís mayores de 18 años, en cualquier localidad con más de 9 creyentes. Las votaciones son secretas, y están prohibidas las candidaturas o la petición de los votos por parte de los individuos. Los creyentes tienen la responsabilidad de escoger libremente a las personas que consideren con las mejores capacidades para desarrollar ese cargo.
Las Asambleas Espirituales Locales son elegidas anualmente el 21 de abril de cada año en el Primero de Ridván, un día sagrado bahá'í. Los miembros elegidos ejercen como miembros de la Asamblea por un plazo de un año, hasta la próxima elección.
Los miembros de las Asambleas Espirituales Locales no tienen ningún rango ni posición dentro de la comunidad. Tan sólo son 9 creyentes escogidos por la comunidad para encargarse de las necesidades básicas que pueda tener.
A nivel nacional, también existe unos órganos denominados Asambleas Espirituales Nacionales, y a nivel internacional está la Casa Universal de Justicia
- Datos: Q298005